# Ulánbátar
Ulánbátar (mongolsky Улаанбаатар) je hlavní město Mongolska. Leží v severovýchodní části země v údolí řeky Túl a na úpatí horského masivu Bogd úl v nadmořské výšce nad 1300 metrů. Je to nejchladnější hlavní město světa s velmi drsným, vnitrozemským podnebím. Žije zde přibližně 1,40 milionu obyvatel, což je téměř 50 % obyvatel celého Mongolska. Dříve se město jmenovalo Urga, dnešní název Ulánbátar získalo až ve 20. letech 20. století. Ulánbátar znamená v překladu „rudý bohatýr“ a uctívá památku mongolského revolucionáře Süchbátara.
Zajímavostí je, že se jedná pravděpodobně o nejchladnější hlavní město na světě, kde průměrná teplota zůstává po 6 měsíců v roce pod bodem mrazu.

## Historie
Město bylo založeno v roce 1639 jako hlavní sídlo bogdgegéna, hlavy lámaistů Vnitřního Mongolska. Tehdy se jmenovalo Urga (Hlavní stan) nebo také Ich-chure (Velký klášter). Na přelomu 17. a 18. století vznikla nedaleko kláštera obchodní osada Majmačen. Během několika následujících desetiletí se plocha mezi klášterem a obchodní osadou začala zastavovat. Pro správu Vnějšího Mongolska si mandžuští místodržitelé vybrali město za své sídlo. Vzhledem k jeho strategické poloze mezi Ruskem a Čínou byl dokonce v roce 1861 ve městě otevřen ruský konzulát. V roce 1911 byla za ruské podpory čínsko-mandžuská vláda svržena a vyhlášen autonomní Mongolský stát. Tehdejší Urga byla na relativně krátkou dobu přejmenována na Nijs-lel-chure. Listopad 1919 ale znamenal opětovné obsazení Mongolska čínskými vojsky. Různé boje přetrvaly až do roku 1921, kdy bylo město 6. července osvobozeno revolučními skupinami Süchbátara a Čojbalsana za podpory Rudé armády. V roce 1924 se poprvé sešel Velký lidový chural a vyhlásil Mongolskou lidovou republiku. Tehdy došlo k přejmenování města na dnešní název Ulánbátar. V té době tvořily město hlavně jurty a různé hliněné a dřevěné domky. Mezi nimi vynikaly lámaistické chrámy se zlatými věžemi. Došlo k rozčlenění obyvatel města na lámy, knížata, kupce, řemeslníky, Číňany a Rusy. Vzhledem k velkému vlivu SSSR pokračovala výstavba města podobně jako u ostatních sovětských měst. Osou nové výstavby se stala 20 km dlouhá třída Míru, která protíná město od západu k východu. Podél ní byly postupem času vystavěny moderní výškové budovy s ministerstvy, úřady, obchody i byty. Na centrálním náměstí vyrostl obrovský pomník a mauzoleum Süchbátara, vládní budovy, opera, národní divadlo (1932) a velký hotel Altaj. Centrum města obepíná okružní ulice, navazující na třídu Míru. Podél ní je vystavěno univerzitní městečko (založené v roce 1942) s výzkumnými a vědeckými ústavy, Palácem pionýrů a Palácem sportu. V západní části města najdeme velké panelové sídliště. Jihovýchodně od centra byly vybudovány průmyslové závody.

## Současnost

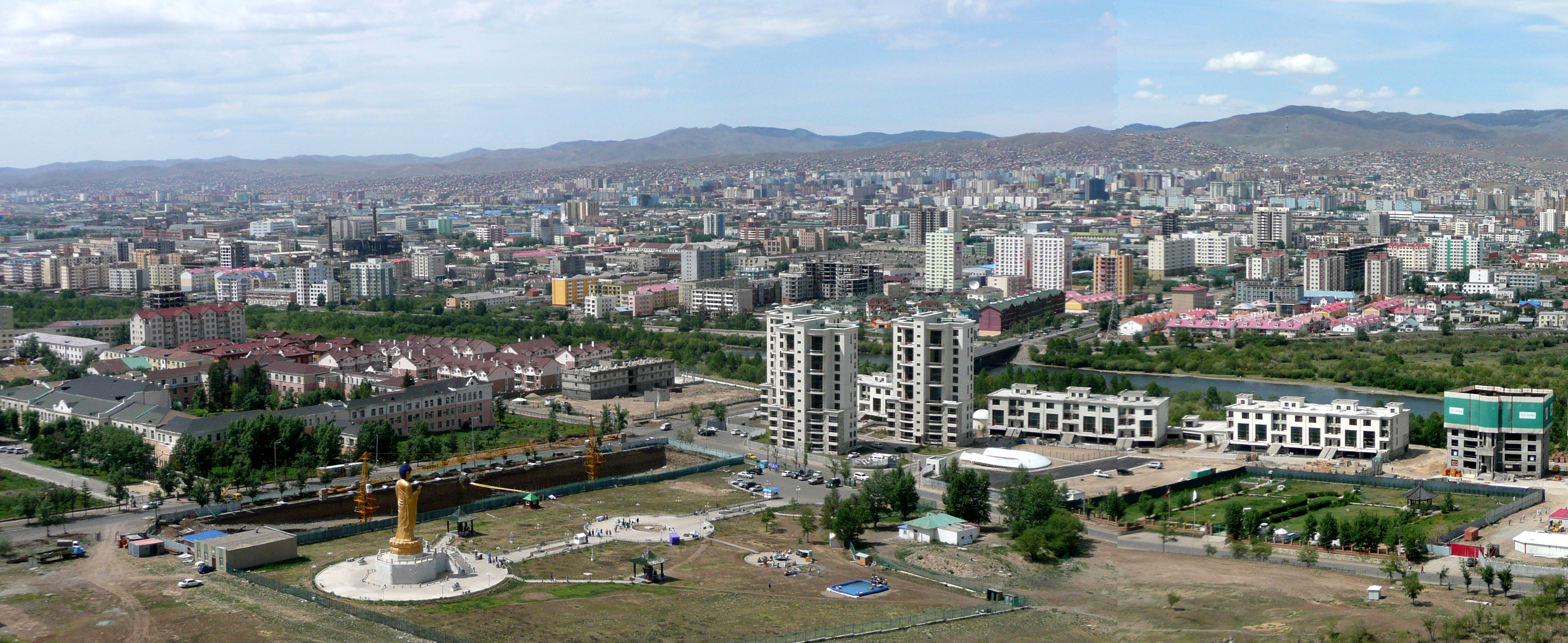
Panorama města (2009)

Po rozpadu Sovětského svazu došlo v Mongolsku k uvolnění politických poměrů a k prvním svobodným volbám. V nich překvapivě opět zvítězili komunisté – tentokrát však jejich mírnější „reformní“ odnož. V roce 1994 byl lámaismus (tibetský buddhismus) prohlášen za státní náboženství. Nejvýznamnějšími průmyslovými obory jsou průmysl obuvnický, kožedělný, potravinářský, strojírenský a hutnický. Město leží na odbočce Transsibiřské magistrály Ulan-Ude – Peking, která spojuje Rusko s Čínou a nazývá se Transmongolská magistrála. Leteckou dopravu zajišťují nové Čingischánovo letiště a staré letiště Bujant Uchá. Ulánbátar působí jako relativně moderní město s velkým množstvím paneláků. Typické jurty ale ve městě najdeme také. Ve městě má sídlo prezident, vláda a mongolský parlament – jednokomorový Velký lidový chural. Město řídí městská rada.

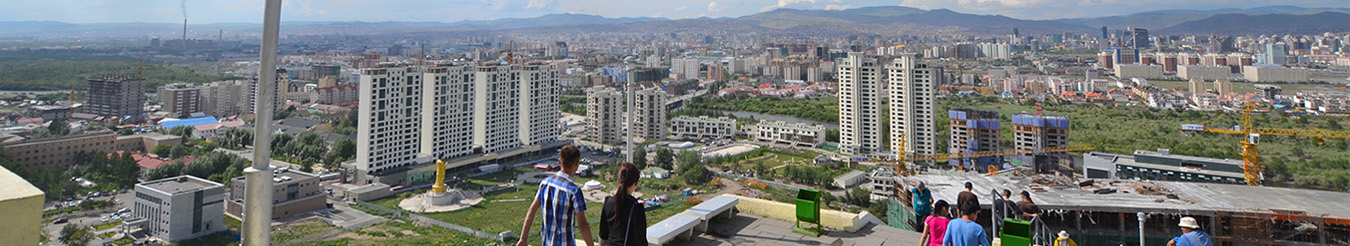
Ulánbátar (panorama)

## Fotogalerie

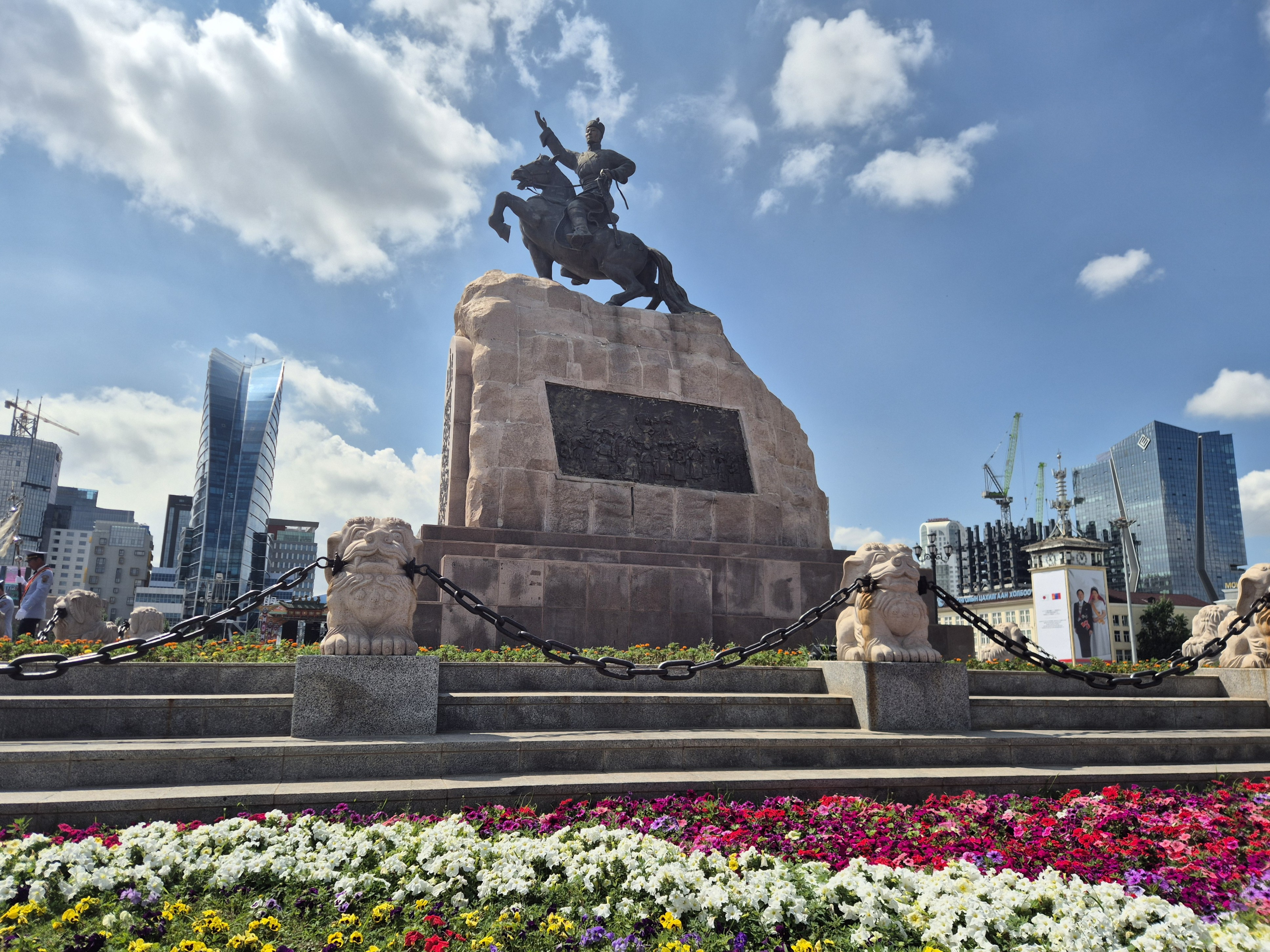
Süchbátarovo náměstí v centru Ulánbátaru
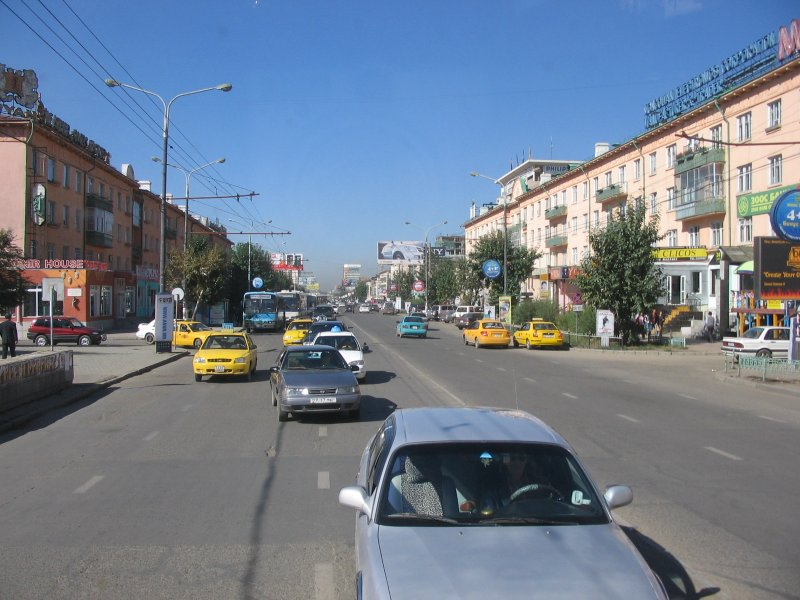
Třída Míru
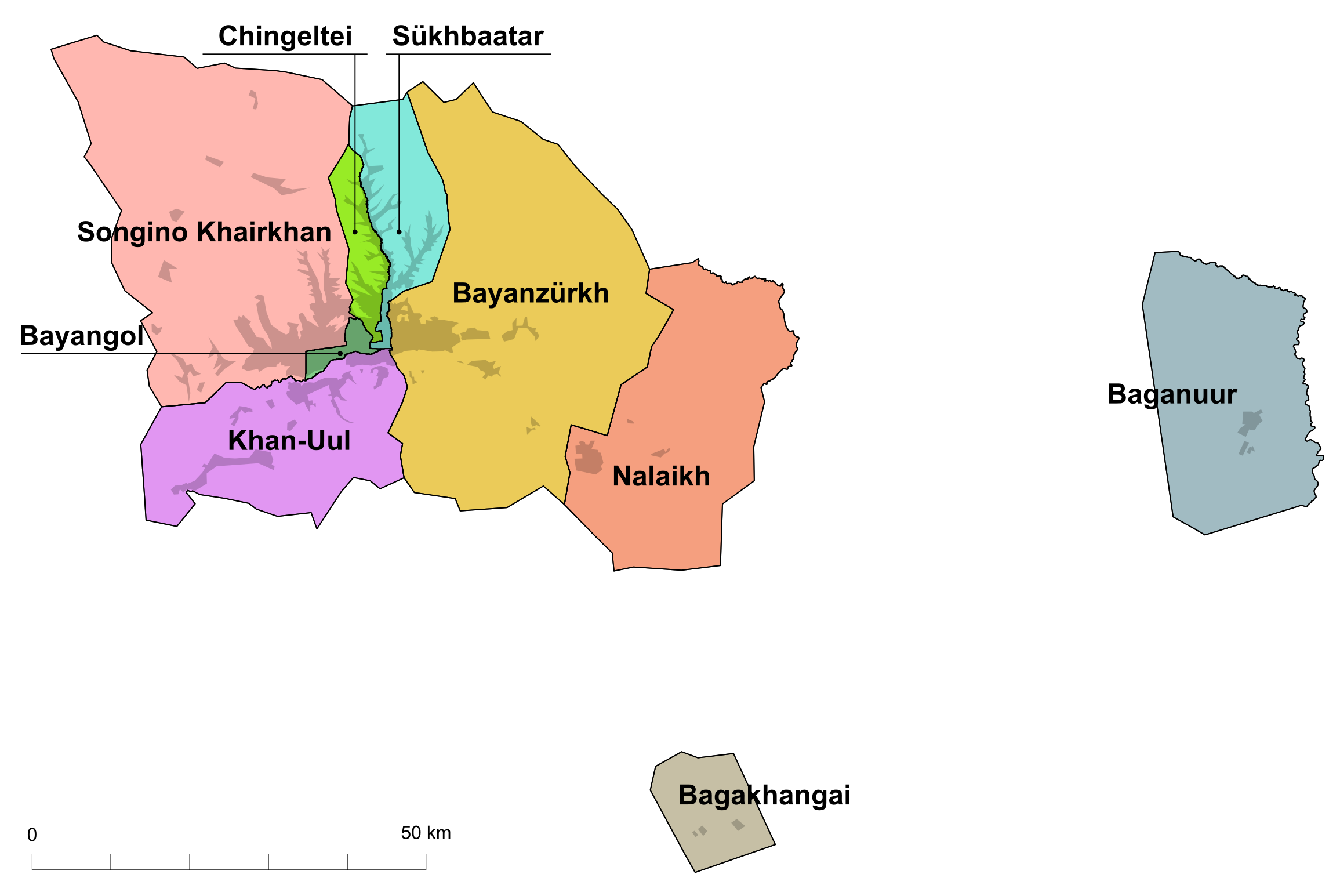
Administrativní členění Ulánbátaru
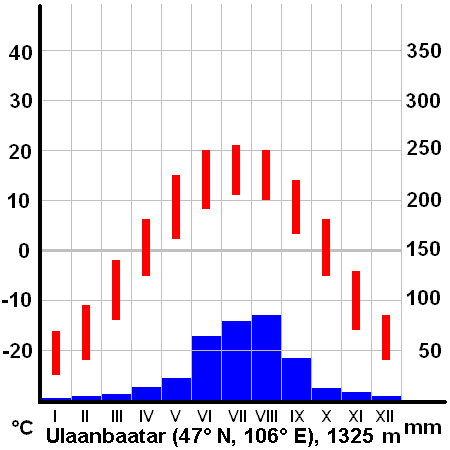
Podnebí v Ulánbátaru
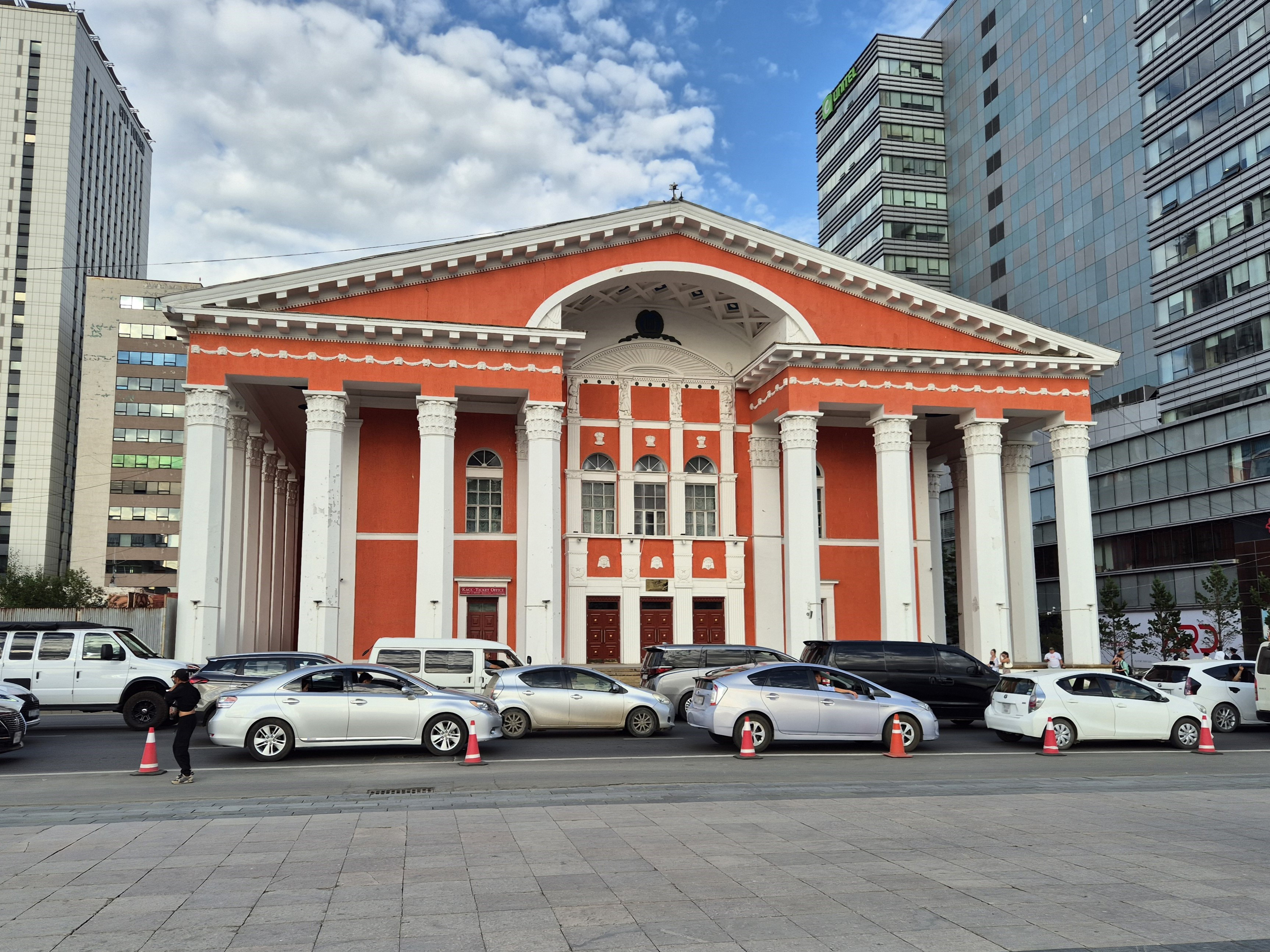
Národní akademické divadlo opery a baletu
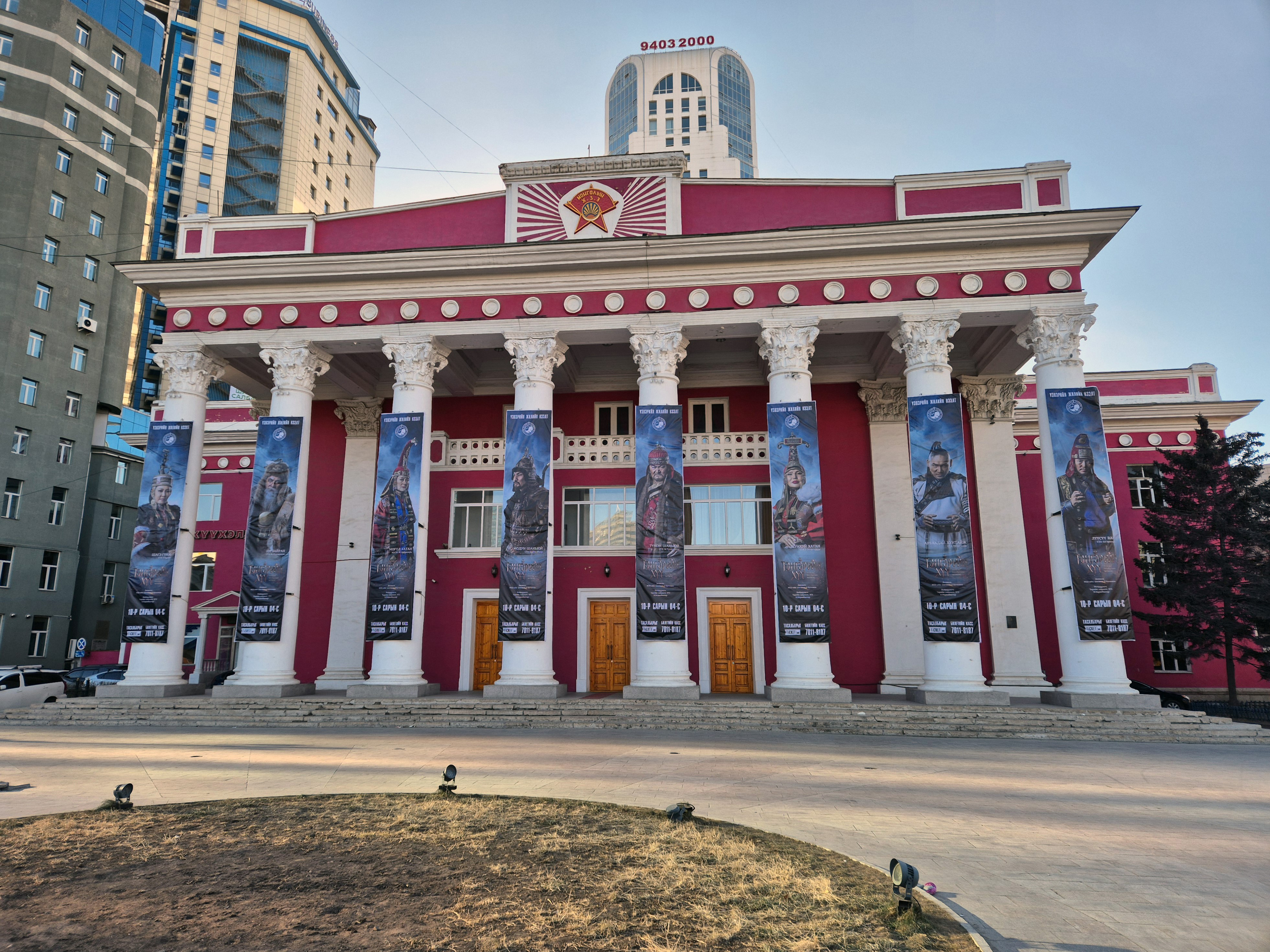
Státní akademické divadlo činohry
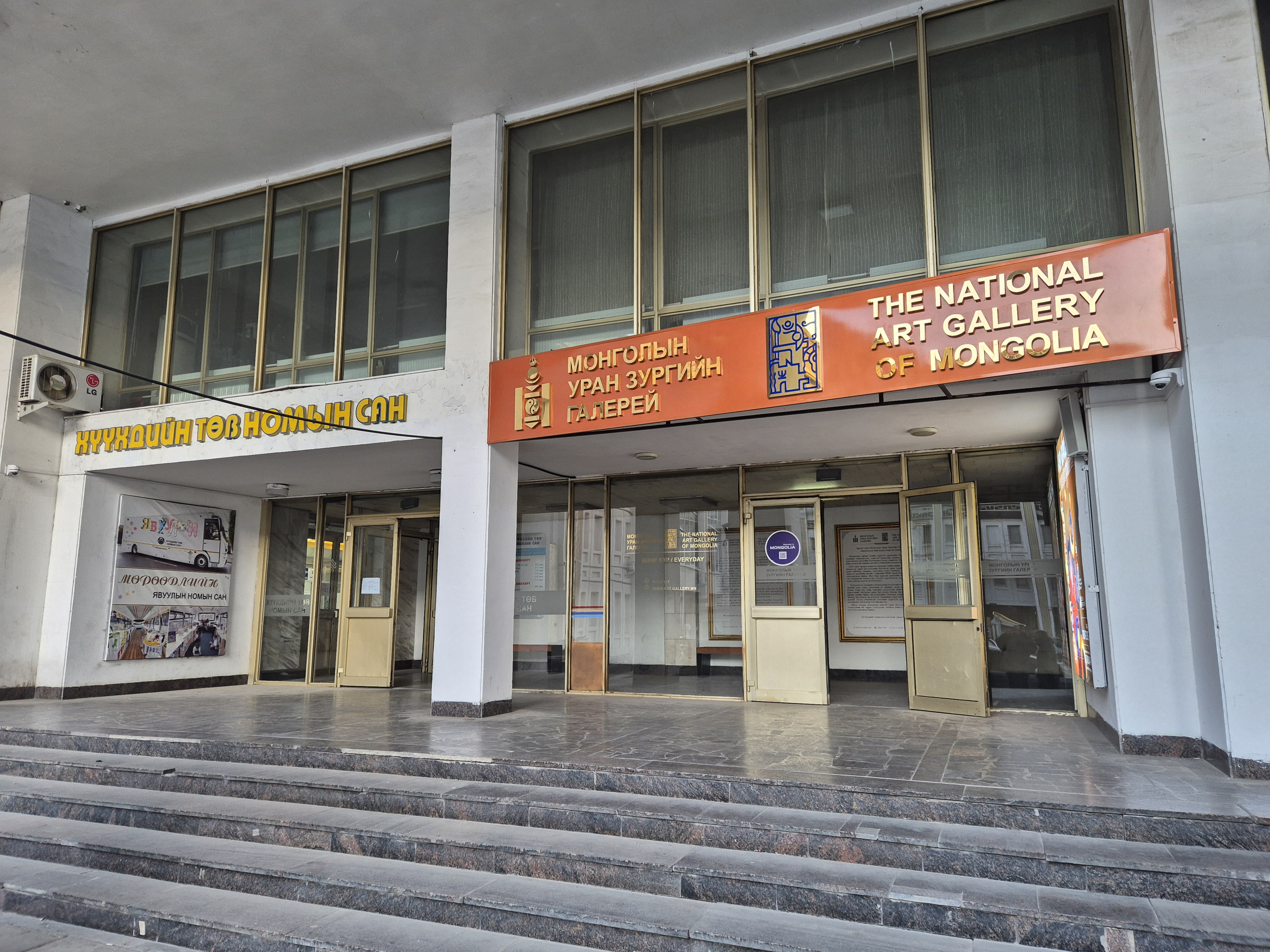
Národní galerie umění
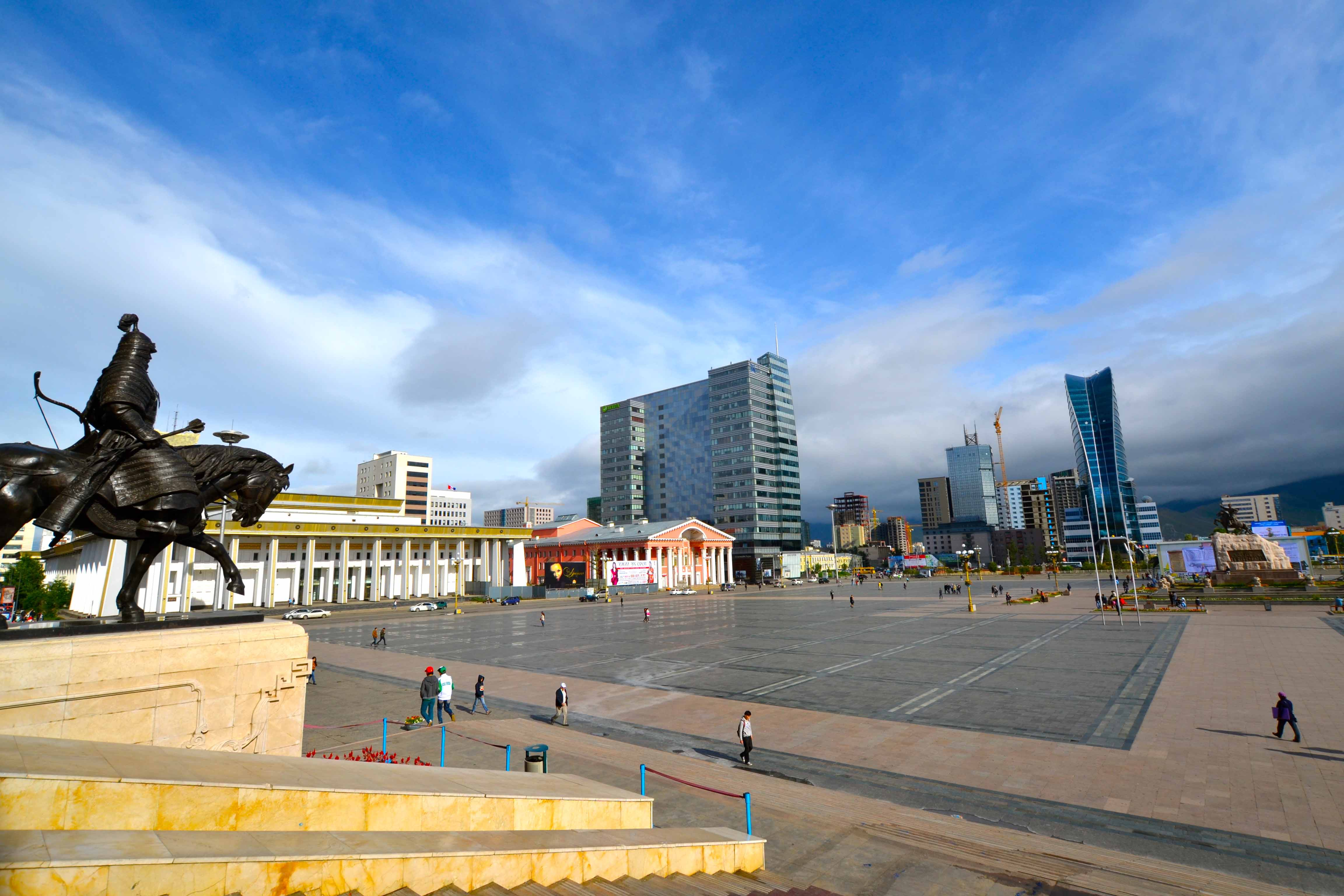
Socha Čingischánova generála na Süchbátarově náměstí (za sochou sídlo parlamentu)

## Partnerská města
- Ankara, Turecko
- Bangkok, Thajsko
- Bonn, Německo
- Denver, USA
- Elista, Rusko
- Gaziantep, Turecko
- Chaj-kchou, Čína
- Inčchon, Jižní Korea
- Irkutsk, Rusko
- Jin-čchuan, Čína
- Kazaň, Rusko
- Krasnojarsk, Rusko
- Moskva, Rusko
- Novosibirsk, Rusko
- Astana, Kazachstán
- Peking, Čína
- Pchjongjang, Severní Korea
- Soul, Jižní Korea
- Strelča, Bulharsko
- Tchaj-pej, Tchaj-wan
- Tchien-ťin, Čína
- Ulan-Ude, Rusko